# Pantarbes megistus
Pantarbes megistus är en tvåvingeart som beskrevs av Hall och Neal L. Evenhuis 1984. Pantarbes megistus ingår i släktet Pantarbes och familjen svävflugor.
Artens utbredningsområde är Kalifornien. Inga underarter finns listade i Catalogue of Life.